# Johannes Woepelitz

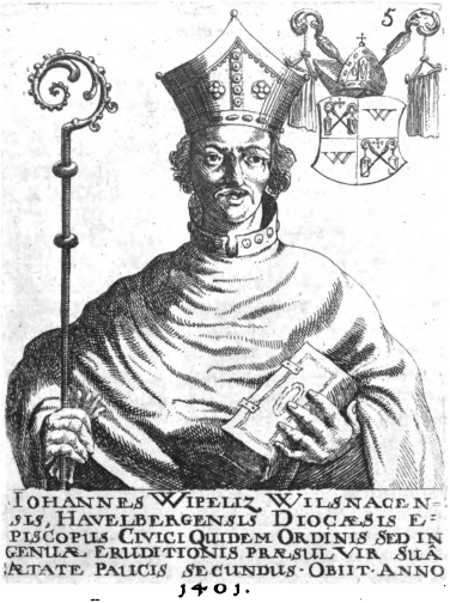
Johann Wiplitz, in Martin Friedrich Seidels Bilder-Sammlung

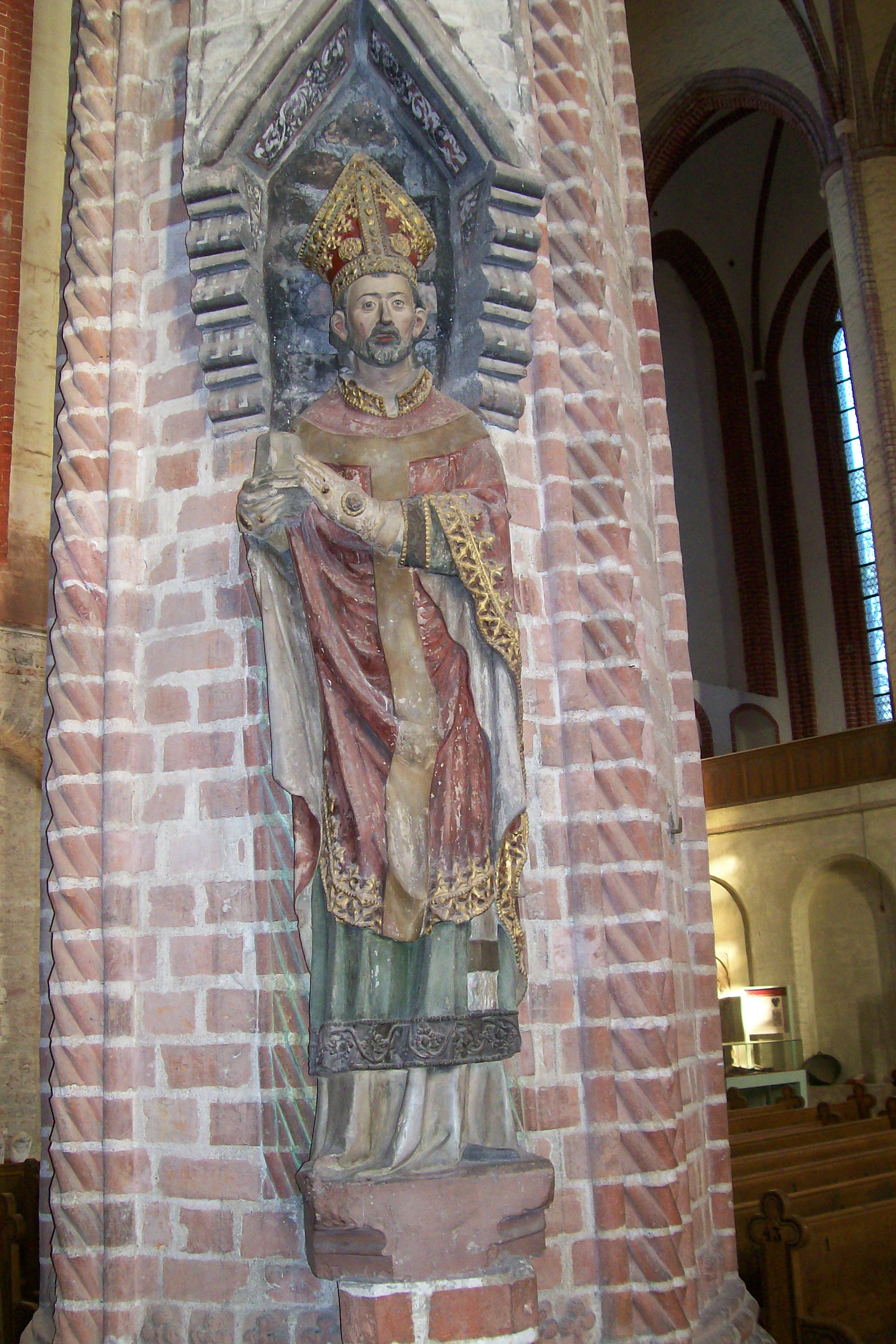
Bischofsskulptur in der Kirche St. Nikolai in Wilsnack

Johannes Woepelitz (auch Johann Wepelitz u. ä.; † 21. Februar 1401) war Bischof von Havelberg von 1385 bis 1401.

## Leben
Johannes Woepelitz stammte aus Pritzwalk bzw. dessen Umgebung (oder aus Wilsnack?). Er studierte möglicherweise in Paris, (wo ein Johannes de Brandebourc zum magister in artibus promoviert wurde). Im 16. Jahrhundert  wurde er einmal als doctor bezeichnet.
Johannes Woepelitz wurde Archidiakon von Havelberg. 1385 wurde er als Domherr zum Bischof gewählt. Die Bestätigung durch den Papst erfolgte ungewöhnlich schnell. 
Johannes Woepelitz kaufte 1387 Wilsnack. 1389 baute er an das nicht erhaltene bischöfliche Residenzschloss Wittstock eine große Marienkapelle an. 1395 überließ er Wilsnack mit der inzwischen gebauten Wallfahrtskirche dem Tafelgut der Havelberger Bischöfe. Er beförderte die Wunderblutverehrung und veränderte die Verteilung der Einnahmen zugunsten des Bistums. 1396 veranlasste er den Einbau eines Lettners im Havelberger Dom, der 1406 abgeschlossen wurde. Auch eine weitere Ausgestaltung des Doms wurde durch ihn initiiert und teilweise mit Geld aus Wilsnack finanziert.
Im Havelberger Dom befindet sich sein Hochgrab aus Alabaster. In der Kirche St. Nikolai (Wunderblutkirche) in Wilsnack wurde eine bunt bemalte Sandsteinskulptur, die ursprünglich wohl dem Kirchenpatron Nikolaus gewidmet war, später auf ihn umgedeutet. Noch im 16. Jahrhundert wurden jeweils am Gründonnerstag eine Gedächtnisfeier an seinem Grab in Havelberg gehalten.